# Boarmia infuscata
Boarmia infuscata är en fjärilsart som beskrevs av Otto Staudinger 1871. Boarmia infuscata ingår i släktet Boarmia och familjen mätare. Inga underarter finns listade i Catalogue of Life.